# 沙蚤病

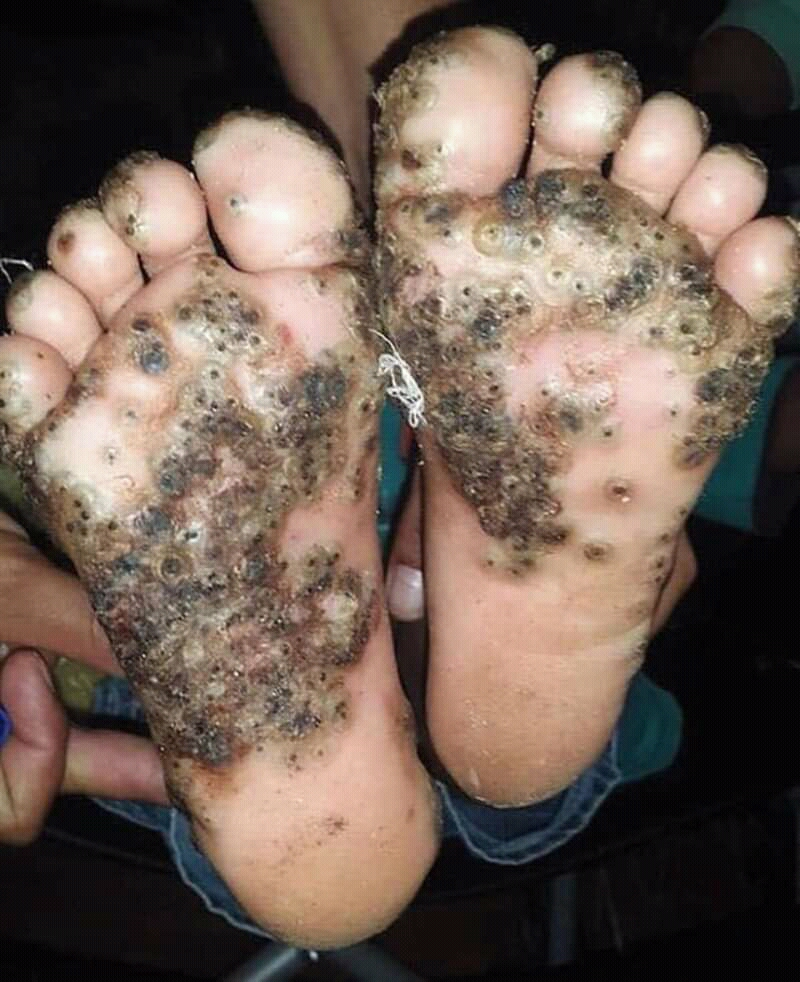

沙蚤病（英語：Tungiasis），是一種由沙蚤侵入人體皮膚的寄生疾病。沙蚤是一種寄生節肢動物，常見於熱帶與副熱帶國家。其源自於中美洲與南美洲，經由人類活動帶入非洲撒哈拉以南地區，現今可在非洲熱帶地區、加勒比海國家與印度發現其蹤跡。沙蚤約1毫米大小，是目前已知最小的跳蚤。母沙蚤穿透人體表皮，然後在表皮與真皮層進行寄生與產卵。跳躍能力約為20公分高，與它種跳蚤比起來，算是相當有限。也因此穿上能夠完整包覆腳部的鞋子是最能有效預防沙蚤寄生的方式。
在沙蚤可自由活動的生命階段裡，它棲息在土壤與沙子裡，以溫血宿主的血液為食物來源，例如人類、牧場動物、狗或鼠類等。公沙蚤與其它蚤類相同，在吸血後便離開宿主。但母沙蚤會將其頭部鑽進宿主皮下，然後在病變的表皮留下一個小洞使其腹部尾端可見，母沙蚤在透過宿主血液進食並獲得氧氣的同時，便可透過表皮小洞排泄與呼吸。在接下來的兩周內，母沙蚤膨脹的腹部會載有上百到上千顆卵，在接近孵化時間時，母沙蚤便會透過表皮小洞將這些卵向外噴出，之後死亡。母沙蚤在寄生時，其分泌的化學物質會在宿主病變表皮上形成厚厚的鱗片組織，用以保護母沙蚤，然而產卵後死亡的母體就在這厚厚的鱗片組織裡腐爛，便是宿主感染的原因。而掉落在沙土裡的沙蚤卵在3~4周內會成長為成年沙蚤，然後重複一樣的生命循環。
截至2009年，沙蚤病已現蹤於全世界88個國家並帶來不同程度的影響。這個疾病與公共衛生問題有很大關聯，在高流行地區如奈及利亞、千里達及托巴哥與巴西等，尤其在衛生與資訊落後的地方，其流行率已將近50%。

## 歷史
就現存文獻所示，沙蚤可能源自西印度群島。而第一例沙蚤病則是由西班牙歷史學家兼作家Gonzalo Fernández de Oviedo y Valdés於1526年所詳細記載下來，描述並討論了當時他自在海地遭遇海難的哥倫布聖瑪麗亞號船員身上所觀察到的皮膚感染症狀。沙蚤病透過船舶航線而傳播到全世界，尤其是在拉丁美洲與非洲大陸。其更在17世紀與19世紀時在非洲廣為擴散，特別是在1873年，由受感染的船員Thomas Mitchell自巴西啟航，然後將該疾病引入目的地安哥拉。

## 症狀
由於沙蚤一生大多在沙土裡，因此沙蚤病多半發生在腳部。但其約20公分的跳躍能力，使身體其它部位也有罹患沙蚤病的可能性。最好發的患部通常是皮膚相對柔嫩薄弱的地方，例如腳趾間。在感染的最初1~2天，病患可能會感覺搔癢或敏感，隨著沙蚤在寄生皮膚周圍形成厚繭，患部便沒有感覺了。
在母沙蚤即將產卵的時候，其膨脹的腹部可能會擠壓到患部相鄰的神經或血管，使病患感覺到輕微甚至嚴重的不舒服，其不適程度取決於感染的位置。
沙蚤病會引起皮膚發炎，患部可能有劇烈疼痛或搔癢。在紅腫病變的中央，會有一圈白色區塊，中間有一黑點。尤其在皮膚脫屑後更明顯。若不即時接受治療，病患可能遭受病毒、破傷風或壞疽等二度感染。

## 病因
沙蚤病是由沙蚤直接感染引起的，並不是一種傳染病。該疾病好發在腳趾上，可能與沙蚤本身的跳躍能力不佳（約20cm）有關。但實際狀況則較為複雜，因為其有限的跳躍能力並無法解釋為何雙手是第二好發部位。推測原因是我們常用雙手去接觸沙土，或是用手撥掉身上其它部位的沙土有關。
感染在腳趾及腳底部位的沙蚤病人，通常來自於貧困地區，習慣赤腳行走，家中地板或住家附近為沙土路。貧民窟或是貧困地區的公共衛生與住房品質低落，因此發病率高。尤其是在當地枯水期間，感染沙蚤病的比例明顯增加，是發病高峰期。

## 宿主與傳播
沙蚤利用多種哺乳動物作為儲存宿主，目前已記錄的包括人類、豬、狗、貓、鼠、羊、牛、驢、猴、鳥與象等。這些宿主是下一代沙蚤的起源，間接地傳播的這疾病。一旦母沙蚤產下100~200顆卵，這種傳播的週期就會重新開始。

## 潛伏期
由於疾病發作相對有效且快速，潛伏期短。雖然在母沙蚤鑽進的表皮周圍有泛紅現象，但真正有感的症狀出現是通常已是感染第二階段，例如搔癢或劇烈疼痛，通常是在蟲體滲入皮下後一天。

## 治療
在非洲地区，针对此类疾病的直接方法是用手术刀个切除死皮并且去除皮下的沙蚤实体（一般为白色粘稠物），在切除后以消炎药、抗生素包扎服用

## 案例
從2010年開始，在烏干達就傳出2萬人感染沙蚤病。這個病截至2017年4月還未受控，有東南亞的NGO發起舊鞋募捐及利用廢棄車胎製作簡便拖鞋，使當地居民無需在赤足在沙上行走，避免感染。